# 19182 Pitz
19182 Pitz è un asteroide della fascia principale. Scoperto nel 1991, presenta un'orbita caratterizzata da un semiasse maggiore pari a 2,6463043 UA e da un'eccentricità di 0,0886772, inclinata di 2,40189° rispetto all'eclittica.